# Sceptuchus baehri
Sceptuchus baehri är en bönsyrseart som beskrevs av Atilio Lombardo 1993. Sceptuchus baehri ingår i släktet Sceptuchus och familjen Iridopterygidae. Inga underarter finns listade i Catalogue of Life.